# Предметная фотография
Предметная фотография — жанр фотографии, использующийся в рекламе для демонстрации внешних характеристик рекламируемого продукта — его дизайна, конструкции и значимых элементов. Исходя из задачи, проводится фотосъёмка товара, предметов или ассортиментных групп, объединенных в кадре общей композицией. Достигаются максимально выигрышные ракурсы, убедительно «говорящие» о важных функциональных свойствах товара и его отличиях от конкурентной продукции.
Фото рекламируемых объектов нужны для буклетов, сайтов интернет-магазинов, для периодических изданий, а также для каталогов и художественных альбомов, открыток, постеров и плакатов и т. д. По мнению Б. Джи[кто?], 83 % решений люди принимают, основываясь на визуальной информации. Во многих случаях фотография в буклете, каталоге, на плакате является для клиента или покупателя единственной возможностью оценить все достоинства изображаемого предмета. Именно на основании фотографии он делает для себя определенные выводы, которые в дальнейшем влияют на его решение о покупке.
При необходимости используется дополнительное оборудование и специальные приспособления — предметный стол, макрообъектив, поляризационные фильтры, бестеневой куб, различные источники света и цветные фоны. При съёмке фотограф обязательно должен убрать блики и лишние отражения, подчеркнуть объем, глубину и фактуру предметов.

#### Предметная фотосъёмка особенно популярна для интернет-магазинов
Фотосъёмка одежды, обуви, бытовых предметов и любых других товаров максимально востребована в последние годы. Это связано со стремительным развитием интернет коммерции. Так как конкуренция в Интернете огромная, предпочтение получают магазины предоставляющие отличную визуальную составляющую — предметные фотографии.
Предметная фотография получила свое большое применение в сфере продаж одежды и обуви, техники, инвентаря, комплектующих и многих других товаров. Наиболее популярным видом предметной фотографии являются товары ежедневного использования и продукты питания.

##### Фотосъёмка еды — food-фотография
Специфическим направлением в предметной фотосъёмке является фудстайлинг. Фудстилисты — специалисты в области рекламной фотографии, способные преподнести продукты питания в самом выгодном свете. При этом зачастую малопривлекательные натуральные продукты заменяются на пластиковые и восковые муляжи, обрабатываются специальными составами для придания сочности и блеска, жидкости заменяются на похожие внешне, но более подходящие фотографу по своим качествам. Например, молочные продукты, особенно кефиры и сметана, в кадре чаще всего используются с применением загустителя.
Особое место в предметной и рекламной фотографии занимает фотографирование ювелирных изделий.
Этот вид фотографии как никакой другой требует от фотографа знаний в таких областях как физика и геометрия. Особенности этого вида работы включают в себя умение фотографировать полированный метал и драгоценные камни.